# Heinz Saltenburg
Heinz Saltenburg (* 16. Mai 1882 in Berlin; † 23. September 1948 in London) war ein deutscher Schauspieler, Librettist, Regisseur, Intendant sowie Theaterproduzent und Theaterunternehmer im Berlin der Jahre 1919 bis 1933.

## Die frühen Jahre
Saltenburg galt in der Weimarer Republik neben Max Reinhardt, Victor Barnowsky und den Rotter-Brüdern im Berlin der Weimarer Republik als einer der fünf großen Theatermacher und -betreiber Deutschlands. Seine Laufbahn startete er in den ersten Jahren des 20. Jahrhunderts als Schauspieler in der deutschen Provinz. So trat er beispielsweise 1905 in Heidelberg auf, wo man ihn im Lustspiel Im bunten Rock sehen konnte, und in der Spielzeit 1907/08 an der Seite von Julius Falkenstein und Carl Goetz am Düsseldorfer Lustspielhaus. Nebenbei versuchte er sich auch als Librettist; so schrieb Saltenburg zum Beispiel 1910 den Text zu Julius Einödshofers musikalischer Posse Ach die Kerls.

## Glanzzeit in Berlin
Saltenburgs Karriere erhielt in der frühen Nachkriegszeit, im Berlin der frühen 20er Jahre, einen kräftigen Schub. In der Spielzeit 1920/21 fungierte er bereits als Oberspielleiter des Wallner-Theaters und führte im November 1921 auch Regie am Lustspielhaus, als er Gerhart Hauptmanns Künstlerdrama Peter Brauer uraufführte. 1923 lieferte er unter dem Pseudonym Florido den Text zu der von ihm aufgeführten Oscar Straus-Operette Die törichte Jungfrau, im Jahr darauf gemeinsam mit Leopold Jacobsohn den zu einem weiteren Straus-Werk, der Operette Der Tanz um die Liebe.
Seit Herbst 1924 begann Saltenburg ein Theaterkonglomerat aufzubauen und fügte seit der Übernahme der Direktion des Deutschen Künstlertheaters am 25. September 1924 ein Theater nach dem anderen in sein Imperium ein. Bis 1933 betrieb Heinz Saltenburg zentrale Berliner Bühnen, darunter das Lessing-Theater, das Theater am Kurfürstendamm, das Lustspielhaus, das Neue Operettentheater und das Deutsche Künstler-Theater. An den Saltenburg-Bühnen wurde, wie etwa bei Victor Barnowsky, überwiegend reine Unterhaltung (Revuen, Operetten) gespielt, seltener künstlerisch ambitionierte Theaterstücke.
Seinen ersten, auch künstlerisch großen Erfolg feierte er zum Jahresende 1925 mit Carl Zuckmayers Stück Der fröhliche Weinberg. Zum Jahresbeginn 1926 erreichte Saltenburg seinen vorläufigen beruflichen Höhepunkt, als er mit der Lehár-Operette Paganini – Berliner Premiere am 30. Januar 1926 – mit Richard Tauber in der Hauptrolle einen überragenden Hit verbuchen konnte. Diese Phase großer Publikumserfolge kulminierte schließlich während der Spielzeit 1926/27 in einer engen Zusammenarbeit mit dem Regisseur Karlheinz Martin, der für Saltenburg unter anderem George Bernard Shaws Major Barbara inszenierte. Zu dieser Zeit produzierte Saltenburg so erfolgreiche Stücke wie Der Zarewitsch und Chicago (beide 1927), letzteres nach einer Vorlage von Maurine Dallas Watkins.
In jenen Jahren, den späten 20ern, kooperierte Saltenburg mit den verschiedensten Künstlern. Zu seinem Bekanntenkreis zählten unter anderem Sergej Eisenstein, Klabund, Albert Bassermann und Käthe Dorsch. Erst mit Beginn der 30er Jahre begann Saltenburgs Stern allmählich zu sinken, als der Theatermacher, den Rotter-Brüdern nicht unähnlich, den Überblick über sein verschachteltes Konzerngeflecht zu verlieren drohte. Zudem wurden immer häufiger kritische Stimmen laut über das Geschäftsgebaren Saltenburgs. Der Theatermacher und Kollege Ernst Josef Aufricht bezeichnete Saltenburg in seiner Autobiographie Und der Haifisch, der hat Zähne als den „Prototyp des ungebildeten Geschäftsmannes“.

## Die Jahre im Exil
Die Machtübernahme durch die Nationalsozialisten in Deutschland beendete schlagartig die Karriere des Juden Saltenburg. Im August 1933 floh er, aller Berliner Bühnen verlustig geworden, nach Österreich, wo er in Wien in diesem und dem folgenden Jahr vergeblich versuchte, eines der leer stehenden Theater zu übernehmen und ein Bühnenprogramm auf die Beine zu stellen. Daraufhin verließ Saltenburg Ende Mai 1935 die österreichische Hauptstadt wieder und übersiedelte nach England.
Im britischen Exil stellte er mit Little Ladyship im Januar 1939 seine erste britische Theaterproduktion – Uraufführung im schottischen Edinburgh – auf die Beine. In einer der Rollen konnte man die junge deutsche Emigrantin Lilli Palmer sehen. Von 1943 bis 1948 wirkte Saltenburg als Verwaltungsleiter und Regisseur in Peter Herz’ Emigrantenkabarett The Blue Danube, zum Zeitpunkt seines Todes die einzige deutschsprachige Kleinkunstbühne Englands. Im britischen Exil verfasste er auch das Libretto zu einer Liebelei-Operette mit Noten von Oscar Straus.
Saltenburg starb in London im Alter von 66 Jahren nach einer, wie es in einem Nachruf hieß, „langen schweren Krankheit“.